# جامعة بانتيون أساس
جامعة بانتيون أسّاس أو باريس الثانية إحدى الجامعات الباريسية الثلاث عشرة. توجد مقراتها في الحي اللاتيني في الدائرتين الخامسة والسادسة في قلب باريس. فرنسية متخصصة في الاقتصاد والإدارة الاجتماعية والاقتصادية. فيها أيضاً تخصص الإعلام (المعهد الفرنسي للصحافة).
ومن أشهر خريجيها هو الفقيه رينيه تشابوس بروفسور علم القانون الادارى في فرنسا